# Giuseppe Ciampi
Giuseppe Ciampi (Venezia, marzo 1832 – La Valletta, 6 marzo 1892) è stato un basso italiano.

## Biografia
Fu allievo di Luigi Ricci e debuttò a Padova nel 1849. L'anno dopo, come primo basso, fu interprete nell'opera di G. Della Barattia Ludro e poi Oroveso nella Norma di Bellini.
Tra il 1856 e il 1860 si esibì al Teatro Nazionale e al Teatro Carignano di Torino, al Teatro Apollo di Roma, al Teatro San Samuele di Venezia, e al Teatro dell'Armonia di Trieste per la prima esecuzione dell'opera del suo maestro Il diavolo a quattro.
Successivamente si esibì in alcune tournée all'estero, prima a Bruxelles ed Edimburgo (1860) con Il barbiere di Siviglia, L'italiana in Algeri, Don Pasquale, Lucia di Lammermoor, e subito dopo all'His Majesty's Theatre di Londra, dove trionfò come Geronimo ne Il matrimonio segreto di Cimarosa.
Nella capitale londinese fu sempre apprezzato e acclamato interprete, anche più del suo omologo il basso Alessandro Bottero, che aveva maggior volume e capacità espressive.
Ciampi ebbe una particolare inclinazione all'opera di Donizetti Linda di Chamounix, tanto da voler dare il suo addio alle scene proprio con questo titolo nel 1890.
Nel suo repertorio figuravano anche Don Giovanni (nella parte di Leporello), L'elisir d'amore, Fra Diavolo, ou L'hôtellerie de Terracine, Mignon, La sonnambula (nella ruolo di Alessio) ed altre.